# Sagan om Ringen (radioteater, 1995)
Sagan om Ringen är en svensk radioteater baserad på Åke Ohlmarks översättning av J.R.R. Tolkiens boksvit med samma namn. Den sändes första gången juni - september 1995 i Sveriges Radio P1 och finns även utgiven på CD.

## Produktionsteam
| Dramatisering & regi | Tomas Blom                                                                 |
| Musik av Enteli      | Ale Möller, Lena Willemark, Johan Söderqvist, Bengt Berger, Jonas Knutsson |
| Ljudtekniker         | Göran Broberg, Eric Nyblæus                                                |
| Inspicienter         | Rolf Kings, Sven Philip                                                    |
| Musiktekniker        | Maurice Mogard                                                             |
| Producent            | Ingemar Sjödin                                                             |
| CD-premastering      | Erik Nyblæus                                                               |

## Rollbesättning
| Roll                       | Skådespelare            |
| -------------------------- | ----------------------- |
| Berättare                  | Sven Lindberg           |
| Bilbo Bagger               | Ingvar Kjellson         |
| Gollum (Smeagol)           | Rolf Skoglund           |
| Frodo Bagger               | Krister Henriksson      |
| Sam Gamgi                  | Peter Harryson          |
| Gandalf                    | Per Myrberg             |
| Meriadoc "Merry" Vinbock   | Anders Ekborg           |
| Peregrin "Pippin" Took     | Steve Kratz             |
| Aragorn (Vidstige)         | Anders Ahlbom Rosendahl |
| Gimli                      | Thomas Hellberg         |
| Legolas                    | Stefan Ekman            |
| Boromir                    | Johan Rabaeus           |
| Lobelia Säcksta-Bagger     | Meta Velander           |
| Otto Säcksta-Bagger        | Björn Gedda             |
| Häxmästaren av Angmar      | Niklas Falk             |
| Hamfast "Gubbtjyven" Gamgi | John Harryson           |
| Ted Sandiman               | Mats Bergman            |
| En bödelsdräng             | Per Eggers              |
| Deagol                     | Lars Hansson            |
| Gildor Inglorion           | Hans Klinga             |
| En vakt                    | Per Eggers              |
| Barliman Smörblomma        | Frej Lindqvist          |
| Nobb                       | Ulf Isenborg            |
| Bill Ormbunke              | Peter Andersson         |
| Glorfindel                 | Lars Lind               |
| Elrond                     | Anders Nyström          |
| Saruman                    | Tomas Pontén            |
| Haldir                     | Torsten Wahlund         |
| Céleborn                   | Claes Ljungmark         |
| Galadriel                  | Helena Bergström        |
| Ugluk                      | Christer Banck          |
| Grishnak                   | Peter Hüttner           |
| Snaga                      | Kjell-Hugo Grandin      |
| Éomer                      | Samuel Fröler           |
| Lavskägge                  | Ernst Günther           |
| Théoden                    | Sten Ljunggren          |
| Grima Ormstunga            | Johan Ulveson           |
| Háma                       | Clas-Göran Turesson     |
| Éowyn                      | Ewa Fröling             |
| Faramir                    | Bengt Järnblad          |
| Mablung                    | Anders Björne           |
| Damrod                     | Per Eggers              |
| Elrohir                    | Stephan Karlsén         |
| Denethor                   | Jan-Olof Strandberg     |
| Honmonstret                | Agneta Prytz            |
| Ghan-Buri-Ghan             | Niels Dybeck            |
| Shagrat                    | Björn Gedda             |
| Gorbag                     | Ove Stefansson          |
| En Gondorsoldat            | Per Eggers              |
| Saurons språkrör           | Allan Svensson          |
| Orchofficer                | Thomas Roos             |
| Orch med piska             | Peter Hüttner           |
| Ioreth                     | Ulla Akselson           |
| Tom Kattun                 | Lasse Petterson         |
| Rosa Kattun                | Anna Lindholm           |
| Hobb                       | Bengt Nilsson           |

Som hober, orcher, enter, rohanryttare med mera; medlemmar ur radiokören under ledning av Lars Blohm.

## Avsnitt
|    | Avsnitt                   | Speltid |
| -- | ------------------------- | ------- |
| 1  | Skuggan av det förflutna  | 54'53   |
| 2  | De svarta ryttarna        | 54'25   |
| 3  | Ringbäraren               | 52'25   |
| 4  | En vandring i mörker      | 53'50   |
| 5  | Galadriels spegel         | 54'30   |
| 6  | Den gamle i skogen        | 54'40   |
| 7  | Lavskägge                 | 50'05   |
| 8  | Guldhallens konung        | 54'52   |
| 9  | Sarumans stämma           | 54'55   |
| 10 | Honmonstrets håla         | 54'25   |
| 11 | Slaget på Pelennors slätt | 53'35   |
| 12 | Domedagsberget            | 54'24   |
| 13 | De grå hamnarna           | 54'52   |

Avsnitten sändes på lördagar i Sveriges Radio P1 17 juni–9 september 1995.
På CD-utgåvan ligger varje avsnitt på varsin CD. Det följer även med en bonusskiva med musiken. För illustrationen på CD-omslaget stod Alan Lee.